# Nosotros, los Nobles
Pour plus de détails, voir Fiche technique et Distribution.
Nosotros, los Nobles (littéralement « nous les nobles ») est un film comique mexicain, réalisé par Gary Alazraki et écrit par les scénaristes Adrián Zurita et Patricio Saiz, avec Gonzalo Vega, Luis Gerardo Méndez, Karla Souza et Juan Pablo Gil.
Il a été l'un des films les plus regardés au Mexique et en Amérique latine selon l'Institut mexicain de cinématographie, avec 7 millions de spectateurs, et le deuxième film le plus rentable, avec des recettes de 327,52 millions de pesos mexicains.

## Synopsis
Situé dans la ville de Mexico, La Famille Noble raconte l'histoire d'un riche homme d'affaires mexicain, Germán Noble, et de ses trois enfants adultes, Javier, Bárbara et Carlos. Toujours occupé par son travail, Germán ne se rend pas compte que ses enfants ne font rien de leur vie, et dépensent négligemment son argent. Il n'aborde jamais le sujet car il estime que leur attitude est due à la dépression que ses enfants ressentent à la suite de la mort de leur mère. Bien que Javier travaille dans l'entreprise de construction de son père (en théorie), il passe la plupart de son temps à faire la fête avec ses amis. Lorsqu'il ne fait pas la fête, il imagine des projets irréalistes et souvent impossibles à réaliser, dont se moque souvent Anwar Karim, l'associé de son père. Dans l'espoir de motiver Javier, Germán lui dit qu'il a l'intention de lui laisser l'entreprise à l'avenir, et lui confie donc de plus grandes responsabilités. Au lieu de cela, Javier s'envole pour Miami avec ses amis, laissant un subalterne prendre sa place à une fonction commerciale très importante.
Bárbara est une femme de la haute société sur le point de se fiancer à Peter, un homme qui a 20 ans de plus qu'elle et qui a laissé plusieurs entreprises en faillite. Il espère que le fonds fiduciaire de Bárbara l'aidera à rembourser son énorme dette fiscale. Germán est contre ces fiançailles, mais Bárbara n'y prête pas attention et commence à organiser le mariage. Carlos, le plus jeune enfant de Germán, est un jeune hipster qui a été expulsé de l'université pour avoir été surpris par le doyen en train de faire l'amour avec Lucía, une de ses professeurs. La frustration de Germán le conduit finalement à une crise cardiaque. Pendant son séjour à l'hôpital, il décide de donner une leçon à ses enfants et de leur faire goûter au monde réel. Il leur annonce que des problèmes syndicaux et un associé malfaiteur ont conduit le gouvernement à geler ses avoirs et que, en tant qu'actionnaires de l'entreprise, toute la famille pourrait se retrouver en prison. Germán les convainc de se cacher et de couper tout contact avec les amis et les parents (pour protéger sa mascarade), et d'emménager dans une maison en ruine appartenant à son père dans un quartier modeste de Mexico. Les enfants devront également subvenir à leurs besoins, ce qui implique de trouver un emploi pour la première fois de leur vie.
Le père d'un ami aide Carlos à trouver un emploi de caissier de banque, tandis que Lucho, neveu de la vieille fille de la famille, aide Bárbara à trouver un emploi de serveuse et Javier un emploi de chauffeur de bus. Avec une maison qui s'écroule autour d'eux et des factures à payer, les trois se retrouvent immédiatement à lutter pour joindre les deux bouts. Leur nouvelle situation les amène à voir les choses sous un jour nouveau. Bárbara découvre que Lucho, qu'elle considérait comme pauvre et indigne de son temps, est en fait un type bien. Javier voit ses anciens amis de fête comme des parasites superficiels. Carlos commence à instaurer une certaine discipline dans sa vie. Germán apprend aussi beaucoup de ses enfants à cette époque, et il est consterné d'apprendre que Bárbara est boulimique, que Javier est dyslexique et que lui-même passait souvent trop de temps au travail pendant qu'ils grandissaient. Pendant ce temps, Peter, le petit ami de Bárbara, découvre la cachette de la famille et la vérité sur le plan de Germán. Lorsqu'il découvre qu'il s'agit d'un complot visant à donner une leçon aux enfants, il tente de faire chanter Germán pour qu'il lui donne le pouvoir sur le fonds d'affectation spéciale de Bárbara. Germán refuse, mais il est obligé d'avouer la vérité à ses enfants. Cette révélation suscite chez eux un sentiment de colère et de méfiance. Cependant, Bárbara comprend que la seule intention de Peter était d'obtenir son argent, et elle rompt avec lui. Déçus, les trois frères et sœurs décident de prendre leurs distances avec leur père, de garder leur emploi et de réparer entièrement la vieille maison.
Le souhait de Germán de voir ses enfants mûrir et vivre de manière indépendante se réalise enfin, même s'ils rompent tout contact avec lui. Carlos quitte la banque et trouve un vrai travail, Javier ouvre sa propre entreprise et Bárbara et Lucho se fiancent. À la fin du film, nous voyons Gérman frapper à la porte d'entrée de la vieille maison, maintenant restaurée. Ses enfants lui ouvrent et il leur demande pardon. Ils se réconcilient, reconnaissant que tout était pour le bien de tous. Après le générique, Pierre est dans une cellule de prison, pour ses dettes fiscales, alors que deux codétenus s'approchent pour le violenter.

## Distribution
- Gonzalo Vega : Germán Noble
- Karla Souza : Bárbara « Barbie » Noble
- Luis Gerardo Méndez : Javier « Javi » Noble
- Juan Pablo Gil : Carlos « Charlie » Noble
- Ianis Guerrero : Lucho
- Carlos Gascón : Peter / Pedro Pintado
- Quezali Cortés : Gilberto Marín
- Mario Haddad : Anwar Karim
- Alberto Zeni : Juan Pablo
- Mary Paz Mata : Margarita, la nourrice
- Carlos Alazraki : le doyen de l'université
- Ana Karina Guevara : Carmen
- Mariana Braun : Lucía, le professeur
- Marell Cano : Danny
- Gary Alazraki (caméo) : Santiago

## Tournage
Le film a été tourné dans la ville de Mexico.

## Distinctions

### Prix Ariel
| Année | Catégorie                | Acteur              | Résultat   |
| ----- | ------------------------ | ------------------- | ---------- |
| 2014  | Ariel du meilleur acteur | Luis Gerardo Méndez | Nomination |
| 2014  | Meilleure adaptation     | Gary Alazraki       | Nomination |

## Reprises
Le film a été réadapté en Italie sous le titre Belli di papà en 2015, en Colombie sous le titre Malcriados en 2016, et en France sous le titre Pourris gâtés en 2021. Un remake en anglais est en cours de développement chez Netflix, avec Chris Columbus, Michael Barnathan et Alazraki comme producteurs.